# Plan IC-IR

Le Plan IC-IR est une réforme de l'offre de transport des voyageurs par le rail en Belgique entrée en vigueur le 3 juin 1984.

## Contexte et caractéristiques
Le contexte combinait alors une érosion du trafic voyageur - débutée dans les années '60 avec la montée en puissance de l'automobile - et une crise économique poussant les états à l'austérité.
Les principales caractéristiques de ce plan furent la simplification de l'offre par l'adoption de l'horaire cadencé généralisé, à l'image de ce que les Pays-Bas avaient fait un quart de siècle plus tôt, la fermeture au trafic voyageur des lignes les moins fréquentées ainsi que la réforme du matériel roulant le plus ancien. Le cadencement adopté varie d'un train toutes les 4 heures (le weekend, sur les lignes les moins fréquentées) à un train toutes les demi-heures (sur les radiales reliant Bruxelles aux principales villes du pays). Cette offre est renforcée par des "relations d'heures de pointes" desservant les principaux bassins d'emploi et des trains touristiques (vers des parcs de loisir ou des attractions naturelles : la côte belge et les rivières où se pratique notamment le kayak). L'offre étant réduite, les locomotives, voitures et automotrices les plus âgées sont réformées, donnant lieu à un abandon implicite de la traction diesel en trafic voyageur, puisqu'aucun investissement ne devait plus être réalisé à ce niveau. Ceci induisit des électrifications dont la rentabilité était très improbable, notamment celle de la ligne 43.

## Relations principales
À l'origine du plan IC-IR, il n'y avait pas de différence entre les itinéraires de semaine et de week-end. Voici quelques anciens itinéraires :
Intercity: treize relations cadencées.
- IC-A : Bruxelles - Anvers - Amsterdam (toutes les heures)
- IC-B : Ostende - Eupen / Cologne (toutes les deux heures à destination de Cologne)
- IC-C : Anvers - Gand - Lille
- IC-D : Liège - Namur - Charleroi - Tournai - Lille
- IC-E : Roosendaal - Anvers - Ostende
- IC-F : Blankenberge / Knokke - Bruges - Landen - Genk / Maastricht
- IC-G : Ostende - Courtrai - Denderleeuw - Bruxelles
- IC-H : Gent - Alost - Denderleeuw - Bruxelles - Namur
- IC-I : Schaerbeek - Mons - Saint-Ghislain
- IC-J : Mouscron - Tournai - Mons- La Louvière-Sud - Charleroi - Namur - Liège - Herstal
- IC-K : Anvers - Bruxelles - Charleroi
- IC-L : Bruxelles - Namur - Arlon - Luxembourg
- IC-M : Tournai - Ath - Bruxelles - Schaerbeek

Interrégio: seize relations cadencées, parmi lesquelles:
- IR-f : Turnhout - Herentals - Lierre - Malines - Termonde - Gand - Courtrai - Poperinge
- IR-i : La Panne - Gand - Zottegem - Grammont
- IR-m : Charleroi - Namur - Liège - Liers
- IR-n : Tournai - Mons - La Louvière-Centre - Manage - Charleroi

1. ↑  (nl) Cet article est partiellement ou en totalité issu de l’article de Wikipédia en néerlandais intitulé « Treincategoriëen België#Historische routes » (voir la liste des auteurs).